# Parargidia ingenua
Parargidia ingenua är en fjärilsart som beskrevs av Walker 1858. Parargidia ingenua ingår i släktet Parargidia och familjen nattflyn. Inga underarter finns listade i Catalogue of Life.